# Dolná Tižina
Dolná Tižina (ungarisch Alsótizsény – bis 1907 Alsótizsina) ist eine Gemeinde im Norden der Slowakei mit 1510 Einwohnern (Stand 31. Dezember 2024) im Okres Žilina, einem Kreis des Žilinský kraj.

## Geographie

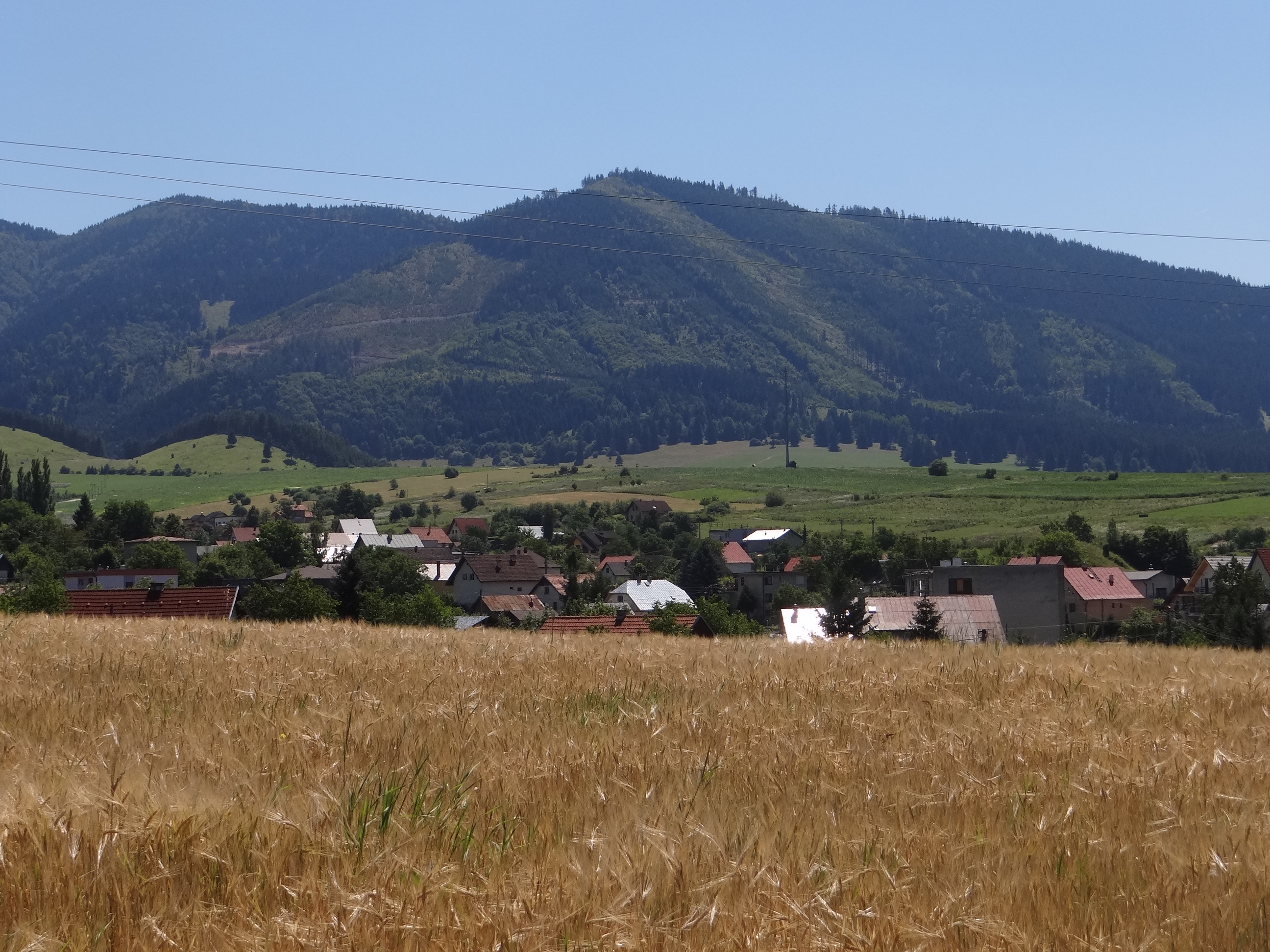
Blick auf den Ort Dolná Tižina, im Hintergrund die Kleine Fatra

Die Gemeinde befindet sich im nordöstlichen Ausläufer des Talkessels Žilinská kotlina in einem kleinen Seitental des Flüsschens Varínka. Der Südostteil des Gemeindegebietes bedeckt einen Teil der Kleinen Fatra, der höchste Punkt ist 1466 m n.m. hoch. Das Ortszentrum liegt auf einer Höhe von 440 m n.m. und ist 15 Kilometer von Žilina entfernt.
Nachbargemeinden sind Stráža im Norden, Belá im Nordosten, Osten und Südosten sowie Krasňany im Südwesten und Westen.

## Geschichte
Der ursprüngliche Ort Tižina wurde zum ersten Mal 1439 als Chysina schriftlich erwähnt und war Teil des Herrschaftsgebiets von Starhrad, später der Burg Strečno. 1598 besaß das Dorf eine Mühle und 23 Häuser, 1720 wohnten im Ort 21 Steuerpflichtige. 1784 hatte die Ortschaft 205 Häuser, 212 Familien und 1226 Einwohner, 1828 zählte man 340 Häuser und 898 Einwohner, die als Förster und Landwirte beschäftigt waren. Dem Bevölkerungsrückgang ging eine Typhus- und Pestepidemie am Anfang des 19. Jahrhunderts voraus.
Nach 1863 kam es zur Teilung der ursprünglichen Gemeinde in Teilorte Dolná Tižina und Horná Tižina; der zweitgenannte Ort ist seit 1991 Teil der Gemeinde Terchová.
Bis 1918 gehörte der im Komitat Trentschin liegende Ort zum Königreich Ungarn und kam danach zur Tschechoslowakei beziehungsweise heute Slowakei.
Historische Namen sind unter anderen Chyssyna (1518), Czizinna (1598), Tižina (1773) und Tissina (1786).

## Bevölkerung
| Jahr                | 1994 | 2004    | 2014    | 2024     |
| ------------------- | ---- | ------- | ------- | -------- |
| Anzahl der Personen | 1207 | 1222    | 1326    | 1510     |
| Unterschied         |      | +1,24 % | +8,51 % | +13,87 % |

| Jahr                | 2023 | 2024    |
| ------------------- | ---- | ------- |
| Anzahl der Personen | 1508 | 1510    |
| Unterschied         |      | +0,13 % |

Gemäß der Volkszählung 2011 wohnten in Dolná Tižina 1290 Einwohner, davon 1253 Slowaken und drei Tschechen. Vier Einwohner gaben eine andere Ethnie an und 30 Einwohner machten keine Angabe zur Ethnie.
1212 Einwohner bekannten sich zur römisch-katholischen Kirche, vier Einwohner zur altkatholischen Kirche und ein Einwohner zur Evangelischen Kirche A. B. 19 Einwohner waren konfessionslos und bei 54 Einwohnern ist die Konfession nicht ermittelt.

## Bauwerke und Denkmäler
- römisch-katholische Michaelskirche im spätklassizistischen Stil aus dem Jahr 1875
- Kapellen aus dem 18. und 19. Jahrhundert
- steinerne Brücke aus dem Jahr 1830

## Verkehr
In der benachbarten Gemeinde Stráža besteht Anschluss an die Straße 2. Ordnung 583 (Žilina–Terchová–Párnica). Der nächste Bahnhof ist in der sieben Kilometer entfernten Gemeinde Varín an der Bahnstrecke Žilina–Košice.